# Imigrarea în Québec

## Primele națiuni
Primele națiuni autohtnone au ajuns pe continent de mai bine de 8000 de ani.. Originea lor complexă este obiectul studiilor arheologice. Este dificil a stabili numărul descendenților date fiind numeroasele uniuni mixte de la începutul colonizării europene. 

## Români celebri stabiliți în Québec
- Nicolas Mateesco-Matte (n. 3 decembrie 1913, Craiova) este un jurist specializat în dreptul aerospațial, domeniu în care este recunoscut internațional ca unul dintre cei mai valoroși autori. Bulevardul Matte din Brossard este denumit cu numele lui.
- Călin Rovinescu (n. 16 septembrie 1955, România) avocat, profesor, manager, fondator, autor în legislație financiară/corporatistă.